# Break Ya Neck
"Break Ya Neck" é o primeiro single do álbum Genesis (2001) do rapper Busta Rhymes. A canção foi prozuzida por Dr. Dre e Scott Storch. Truth Hurts faz os backing vocals. A canção tem uma interpolação de "Give It Away" dos Red Hot Chili Peppers. O remix oficial tem Twista e Do or Die.

## Posições
| Parada (2002)                        | Melhor posição |
| ------------------------------------ | -------------- |
| Australian (ARIA)                    | 13             |
| Austria (Ö3 Austria Top 75)          | 50             |
| France (SNEP)                        | 50             |
| Netherlands (Mega Single Top 100)    | 13             |
| Switzerland (Media Control AG)       | 20             |
| U.S. Billboard Hot 100               | 26             |
| U.S. Billboard Hot R&B/Hip-Hop Songs | 10             |
| U.S. Billboard Radio Songs           | 21             |